# Kim Ye-lim
Kim Ye-lim (Hangul: 김예림;  Gwacheon, 26 de enero de 2003) es una patinadora artística sobre hielo surcoreana. Medallista de bronce del U.S. International Classic de 2018, medallista de plata del Campeonato de Corea del Sur de 2017. Medallista de plata del Grand Prix Júnior de Lituania 2018 y del Grand Prix Júnior de República Checa de 2018.

## Carrera
Se interesó en el patinaje viendo los Juegos Olímpicos de invierno de 2010. En agosto de 2016 debutó en la serie del Grand  Prix Júnior en Francia, donde obtuvo el cuarto lugar. En su siguiente evento del Grand Prix Júnior en Japón, se ubicó en el quinto lugar. En su primer Campeonato de Corea del Sur, celebrado en enero de 2017, ganó la medalla de plata y calificó al Campeonato Mundial Júnior del mismo año, sin embargo su participación fue cancelada debido a una lesión.
En septiembre de 2017 participó en el Grand Prix Júnior de Minsk, donde quedó en cuarta posición, en su siguiente evento en Egna, Italia, se ubicó en la sexta posición. Tras terminar su temporada Kim cambió de entrenadores y se mudó a Colorado Springs, en Estados Unidos, para ser entrenada por Tom Zakrajsek y Tammy Gambill.
Su participación en la temporada 2018-2019 le dio una medalla de plata en el evento del Grand Prix Júnior de Lituania y ganó la medalla de bronce en el U.S. International Classic, en nivel sénior. Su segunda asignación del Grand Prix Júnior fue en Ostrava, donde ganó de nuevo la plata y se obtuvo la clasificación a la Final del Grand Prix Júnior.

### Programas
|           | Programa corto                                                                                 | Programa libre                                                      | Exhibición                                       |
| --------- | ---------------------------------------------------------------------------------------------- | ------------------------------------------------------------------- | ------------------------------------------------ |
| 2018–2019 | Love Theme (Cinema Paradiso) de Andrea Morricone, Ennio Morricone(Coreografía de David Wilson) | Méditation de Jules Massenet                                        | Romeo y Julieta de Nino Rota                     |
| 2017–2018 | Memory de Andrew Lloyd Webber Riverdance de Bill Whelan                                        | La La Land de Justin Hurwitz                                        | Audition (The Fools Who Dream) de Justin Hurwitz |
| 2016–2017 | Donde Voy de Tish Hinojosa                                                                     | If I leave de Sumi Jo                                               |                                                  |
| 2015–2016 | Donde Voy de Tish Hinojosa Eye de Coba                                                         | The Devil's Violinist David Garrett La Campanella Io Ti Penso Amore |                                                  |
| 2014–2015 | Beauty and the Beast de Pierre Adenot                                                          | Journey of Man de Cirque du Soleil                                  |                                                  |
| 2013–2014 | Scheherazade de Nikolái Rimski-Kórsakov                                                        | Rhapsody for Orchestra de Tokyo Metropolitan Symphony Orchestra     |                                                  |

### Resultados detallados
| Temporada 2018-2019         | Temporada 2018-2019                       | Temporada 2018-2019 | Temporada 2018-2019 | Temporada 2018-2019 | Temporada 2018-2019 |
| Fecha                       | Evento                                    | Nivel               | Programa corto      | Programa libre      | Total               |
| --------------------------- | ----------------------------------------- | ------------------- | ------------------- | ------------------- | ------------------- |
| 6–9 de diciembre de 2018    | Final del Grand Prix Júnior de 2018–2019  | Júnior              | 4 62.51             | 6 115.40            | 6 177.91            |
| 26–29 de septiembre de 2018 | Grand Prix Júnior de República Checa 2018 | Júnior              | 3 69.45             | 2 126.89            | 2 196.34            |
| 12–16 de septiembre de 2018 | CS U.S. International Classic de 2018     | Sénior              | 4 61.30             | 5 115.35            | 3 176.65            |
| 5–8 de septiembre de 2018   | Grand Prix Júnior de Lituania 2018        | Júnior              | 4 61.63             | 2 130.26            | 2 191.89            |
| Temporada 2017-2018         |                                           |                     |                     |                     |                     |
| Fecha                       | Evento                                    | Nivel               | Programa corto      | Programa libre      | Total               |
| 5–7 de enero de 2018        | Campeonato de Corea del Sur 2018          | Sénior              | 3 64.53             | 8 111.49            | 6 176.02            |
| 11–14 de octubre de 2017    | Grand Prix Júnior de Italia 2017          | Júnior              | 9 52.22             | 6 115.42            | 6 167.64            |
| 20–24 de septiembre de 2017 | Grand Prix Júnior de Bielorrusia 2017     | Júnior              | 5 56.79             | 5 106.70            | 4 163.49            |
| 2–5 de agosto de 2017       | Trofeo Abierto de Asia 2017               | Júnior              | 2 59.67             | 3 116.38            | 3 176.05            |
| Temporada 2016-2017         |                                           |                     |                     |                     |                     |
| Fecha                       | Evento                                    | Nivel               | Programa corto      | Programa libre      | Total               |
| 6–8 de enero de 2017        | Campeonato de Corea del Sur 2017          | Sénior              | 2 63.98             | 4 119.29            | 2 183.27            |
| 7–11 de septiembre de 2016  | Grand Prix Júnior de Japón 2016           | Júnior              | 6 52.34             | 5 113.55            | 5 165.89            |
| 24–28 de agosto de 2016     | Grand Prix Júnior de Francia 2016         | Júnior              | 4 55.11             | 4 102.68            | 4 157.79            |
| 4–5 de agosto de 2016       | Trofeo Abierto de Asia de 2016            | Júnior              | 1 61.26             | 2 109.34            | 2 170.59            |
| Temporada 2015-2016         |                                           |                     |                     |                     |                     |
| Fecha                       | Evento                                    | Nivel               | Programa corto      | Programa libre      | Total               |
| 21–23 de enero de 2016      | Trofeo FBMA 2016                          | Amateur             | 1 46.37             | 1 74.36             | 1 120.73            |
| 8–10 de enero de 2016       | Campeonato de Corea del Sur 2016          | Sénior              | 3 59.68             | 4 113.89            | 4 173.57            |
| 24–29 de noviembre de 2015  | Trofeo NRW 2015                           | Amateur             | 4 41.04             | 3 77.37             | 4 118.41            |
| 7–10 de agosto de 2015      | Trofeo Abierto de Asia 2015               | Amateur             | 1 41.74             | 2 74.95             | 1 116.69            |
| Temporada 2014-2015         |                                           |                     |                     |                     |                     |
| 7–9 de enero de 2015        | Campeonato de Corea del Sur 2015          | Senior              | 4 52.99             | 4 102.83            | 4 155.82            |